# Romuald Kamiński
Romuald Kamiński (ur. 7 lutego 1955 w Janówce) – polski duchowny rzymskokatolicki, biskup pomocniczy ełcki w latach 2005–2017, biskup koadiutor warszawsko-praski w 2017, biskup diecezjalny warszawsko-praski od 2017.

## Życiorys
Urodził się 7 lutego 1955 w Janówce jako najstarszy syn spośród pięciorga dzieci Hieronima i Teresy Kamińskich. Jego siostra Samuela wstąpiła do zgromadzenia elżbietanek i została przełożoną prowincji warszawskiej. Kształcił się w szkole zawodowej w Augustowie i technikum w Białymstoku. W latach 1975–1981 kształcił się w Wyższym Metropolitalnym Seminarium Duchownym w Warszawie, a w 1981 także w Akademickim Studium Teologii Katolickiej w Warszawie. Uzyskał magisterium z teologii w zakresie patrologii. Święceń prezbiteratu udzielił mu 7 czerwca 1981 w Warszawie miejscowy biskup pomocniczy Jerzy Modzelewski. Inkardynowany został do archidiecezji warszawskiej.
W latach 1981–1983 pracował jako wikariusz w parafii Matki Bożej Królowej Polski w Otwocku. Od 1983 do 1992 pełnił funkcję administratora Domu Arcybiskupów Warszawskich i referenta w Sekretariacie Prymasa Polski. Jednocześnie był kapelanem prymasa Józefa Glempa. W 1992 został inkardynowany do nowo ustanowionej diecezji warszawsko-praskiej. W tym samym roku objął funkcję kanclerza kurii biskupiej. Wszedł też w skład kolegium konsultorów i rady kapłańskiej tej diecezji. W 1998 otrzymał godność kapelana Jego Świątobliwości.
8 czerwca 2005 papież Benedykt XVI mianował go biskupem pomocniczym diecezji ełckiej i biskupem tytularnym Aguntum. Święcenia biskupie otrzymał 23 czerwca 2005 w katedrze św. Wojciecha w Ełku. Udzielił mu ich arcybiskup Józef Kowalczyk, nuncjusz apostolski w Polsce, w asyście Jerzego Mazura, biskupa diecezjalnego ełckiego, i Kazimierza Romaniuka, biskupa seniora warszawsko-praskiego. Jako zawołanie biskupie przyjął słowa „Sub Tuum praesidium” (Pod Twoją obronę).
14 września 2017 papież Franciszek przeniósł go na urząd biskupa koadiutora diecezji warszawsko-praskiej, który objął 19 września 2017. 8 grudnia 2017, po przyjęciu przez papieża rezygnacji arcybiskupa Henryka Hosera, objął urząd biskupa diecezjalnego. Ingres do bazyliki katedralnej św. Michała Archanioła i św. Floriana Męczennika w Warszawie odbył 20 stycznia 2018.
W ramach Konferencji Episkopatu Polski został przewodniczącym Zespołu ds. Kontaktów z Konferencją Episkopatu Litwy i Zespołu ds. Duszpasterstwa Służby Zdrowia, delegatem ds. Dialogu Katolików i Muzułmanów i ds. Duszpasterstwa Strażaków, a także członkiem Komisji ds. Instytutów Życia Konsekrowanego i Stowarzyszeń Życia Apostolskiego, Rady ds. Rodziny, Rady ds. Dialogu Religijnego i Zespołu ds. Kontaktów z Przedstawicielami Kościoła Greckokatolickiego na Ukrainie.
Był współkonsekratorem podczas sakr nuncjusza apostolskiego w Zimbabwe Marka Zalewskiego (2014) i biskupów pomocniczych warszawsko-praskich: Jacka Grzybowskiego (2020) i Tomasza Sztajerwalda (2024).

## Odznaczenia i wyróżnienia
W 2019 otrzymał Medal Komisji Edukacji Narodowej.
Rada Wspólna Katolików i Muzułmanów przyznała mu tytuł Człowieka Dialogu 2016.